# Малий Черкаський провулок
Мали́й Черка́ський прову́лок — невеликий провулок у Центральному адміністративному окрузі міста Москви в Китай-городі. Проходить від Великого Черкаського провулка до Нової площі. Нумерація будинків ведеться від В. Черкаського провулка.

## Походження назви
Назва XVIII століття, надана за маєтком, що належав князю П. Б. Черкаському.

## Примітні будівлі та споруди
По парній стороні:
- № 2 — Торговий дім Московського купецького товариства (1909–1911, арх. Ф. О. Шехтель)